# Yorkshire Bank 40
Die Yorkshire Bank 40 war ein One-Day-Cricket-Wettbewerb der englischen First-Class Countys, der in der Saison 2010 erstmals ausgespielt wurde und bis einschließlich 2012 unter dem Namen Clydesdale Bank 40 lief. Ab der Saison 2014 wurde er durch den Royal London One-Day Cup abgelöst.

## Geschichte
In Anbetracht des immer populärer werdenden Twenty20-Crickets sah sich der England and Wales Cricket Board (ECB) 2009 gezwungen, das klassische One-Day Cricket neu zu strukturieren und die beiden bisherigen Wettbewerbe, die Pro40 und Friends Provident Trophy zu ersetzen. Somit gab es erstmals seit 1968 wieder nur einen List A Wettbewerb in England. Der neue Sponsor Clydesdale Bank, der vorher den Twenty20 Cup gesponsert hatte, wurde vom ECB für drei Jahre verpflichtet. Außer den 18 First-Class Countys nahmen noch Schottland, die Niederlande und eine englische Amateurauswahl unter dem Namen Unicorns an dem Turnier teil. Auch Irland war vom ECB eingeladen worden, erklärte aber seinen Verzicht, da der irische Verband sich auf seine internationalen Aufgaben konzentrieren wollte, was der niederländischen Mannschaft die Teilnahme ermöglichte.

## Turnierformat
Alle Spiele wurden im 40-Over-Format gespielt. Die Mannschaften waren auf drei Gruppen zu je 7 Mannschaften verteilt, die drei Gruppensieger und der beste Zweitplatzierte qualifizierten sich für das Halbfinale.

## Sieger
- 2013 Nottinghamshire Outlaws besiegen Glamorgan mit 87 Runs
- 2012 Hampshire besiegen Warwickshire Bears auf Grund geringerer Anzahl von verlorenen Wickets[3]
- 2011 Surrey Lions besiegen Somerset mit 5 Wickets[4]
- 2010 Warwickshire Bears besiegen Somerset mit 3 Wickets[5]